# Banco de Groenlandia

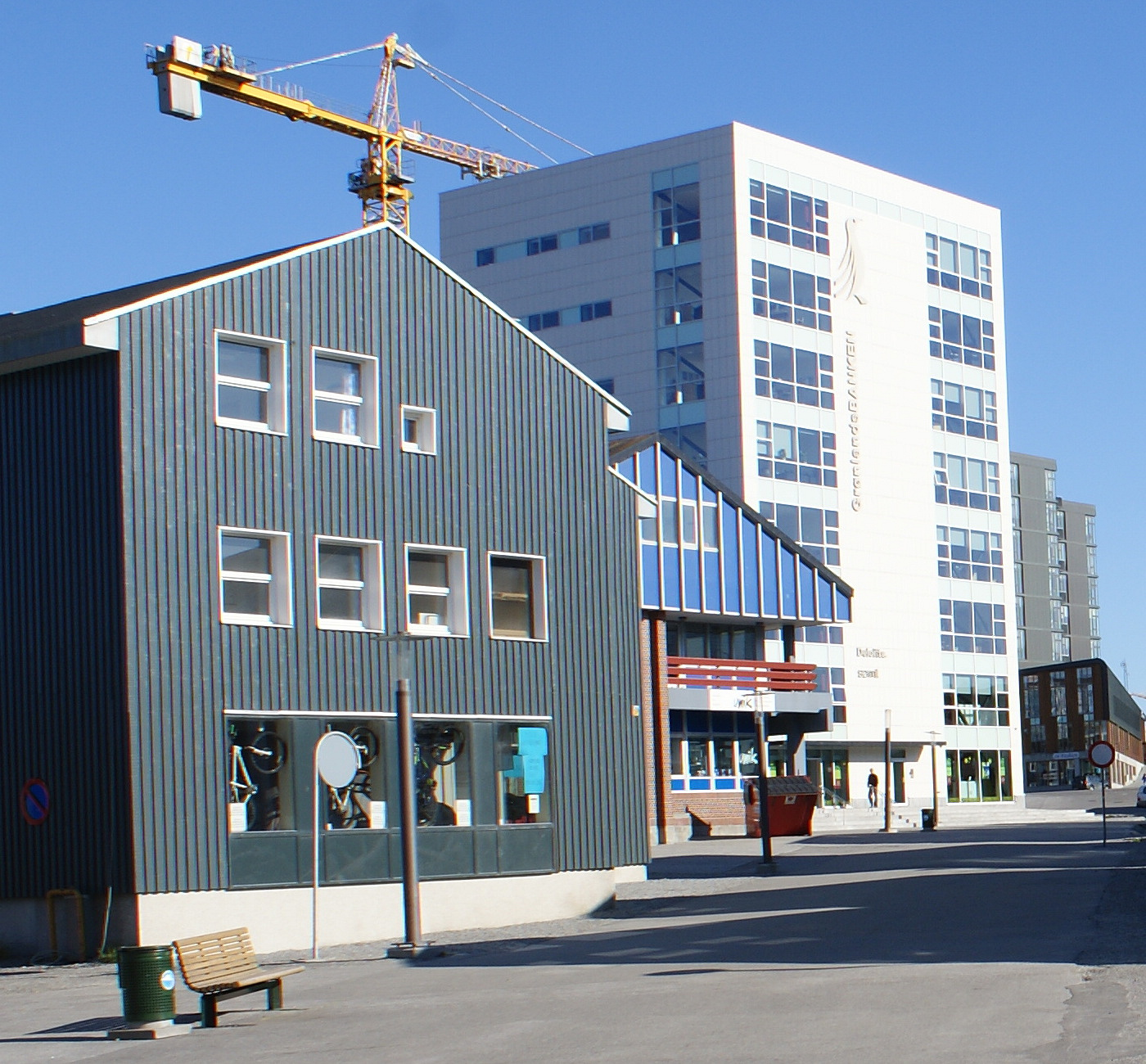
La sede central del Banco de Groenlandia (derecha) se encuentra en Nuuk (Centro).

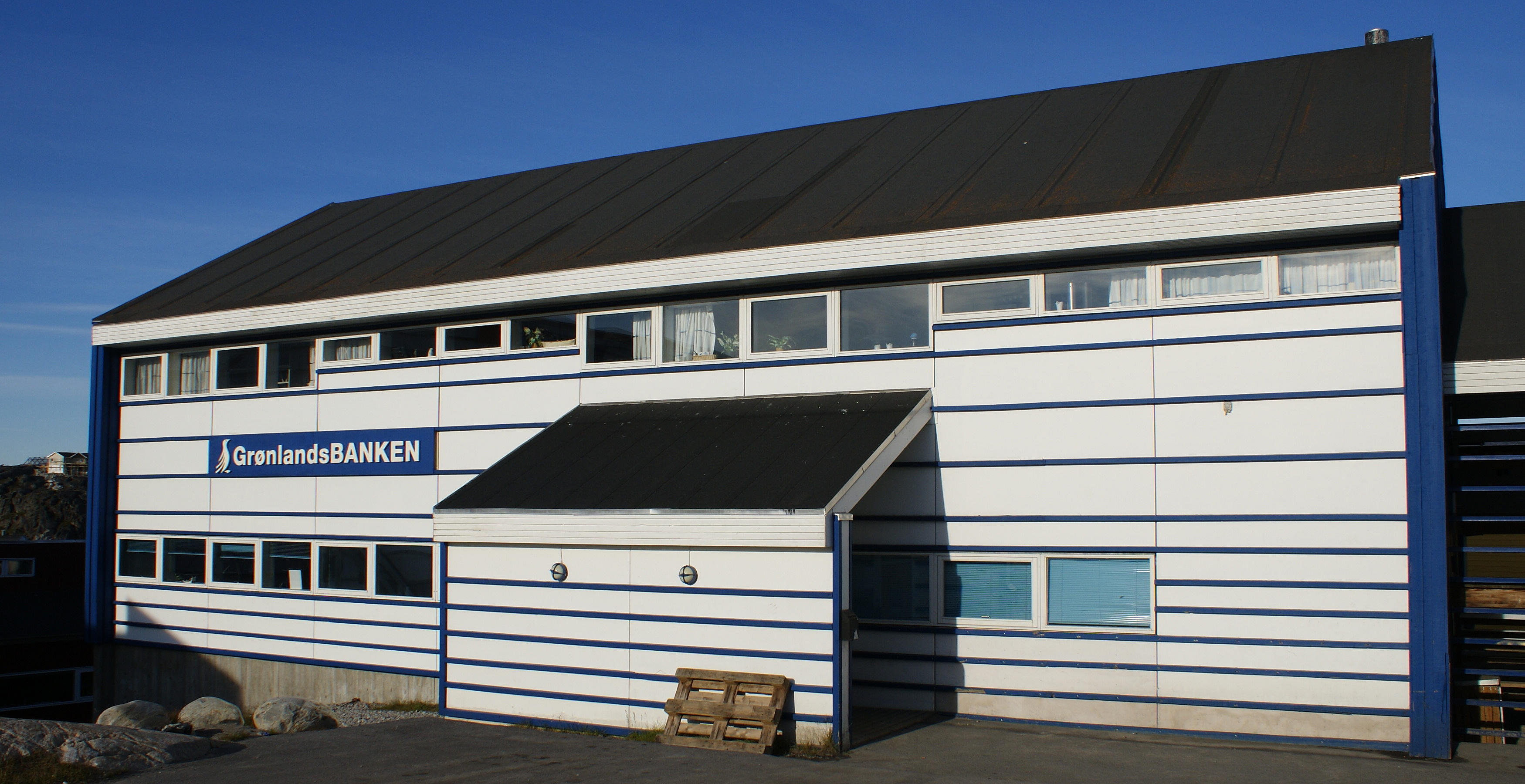
Sucursal en Ilulissat.

El Banco de Groenlandia (en danés: Grønlandsbanken) es el único banco comercial de Groenlandia, cotiza en la bolsa de Copenhague como GRLA, con 2.700 accionistas a 2010. Con su sede central en Nuuk, el banco emplea 105 empleados a 2010.

## Historia
El Banco de Groenlandia fue fundado el 26 de mayo de 1967 por un número de banco daneses, durante el periodo en que Groenlandia era todavía una provincia de Dinamarca. Los bancos fundadores fueron el Privatbanken, Danske Bank, Kjøbenhavns Handelsbank, y una organización de bancos locales, provinciales y con base en Copenhague. Las operaciones empezaron en Nuuk el 1 de julio de 1967, y sucursales locales en Ilulissat, Sisimiut, y Qaqortoq fueron abiertas en 1985, y en Maniitsoq en 1989.
el 8 de junio de 1985 el banco se fusionó con el Nuna Bank (anteriormente Bikuben), con un capital de 120 millones de coronas danesas (DKK), reteniendo el nombre Grønlandsbanken, y convirtiéndose en el único banco comercial del país.

## Operaciones
El Banco de Groenlandia proporciona servicios comerciales, así como productos y servicios para clientes privados como préstamos, depósitos especializados y automatizados, comercio de bienes inmobiliarios y servicios administrativos. Con 60.000 clientes, el Banco de Groenlandia tiene sucursales en las mayores ciudades de Groenlandia, mientras que las operaciones bancarias en pequeños asentamientos son gestionadas por la oficinas de correos de Groenlandia en las tiendas generalistas Pilersuisoq.